# Scolymus hispanicus
 Scolymus hispanicus L., 1753 è una specie di pianta angiosperma dicotiledone della famiglia delle Asteraceae.

## Etimologia
Il nome generico (Scolymus) deriva dal termine greco "Skolymos" che probabilmente indicava le stesse piante. La voce deriva da "skolos" (= spine) e fa riferimento alle foglie spinose di queste piante. L'epiteto specifico (hispanicus) indica più o meno l'areale di origine della pianta.
Il nome scientifico della specie è stato definito per la prima volta dal botanico Carl Linnaeus (1707-1778) nella pubblicazione " Species Plantarum" ( Sp. Pl. 2: 813 ) del 1753.

## Descrizione

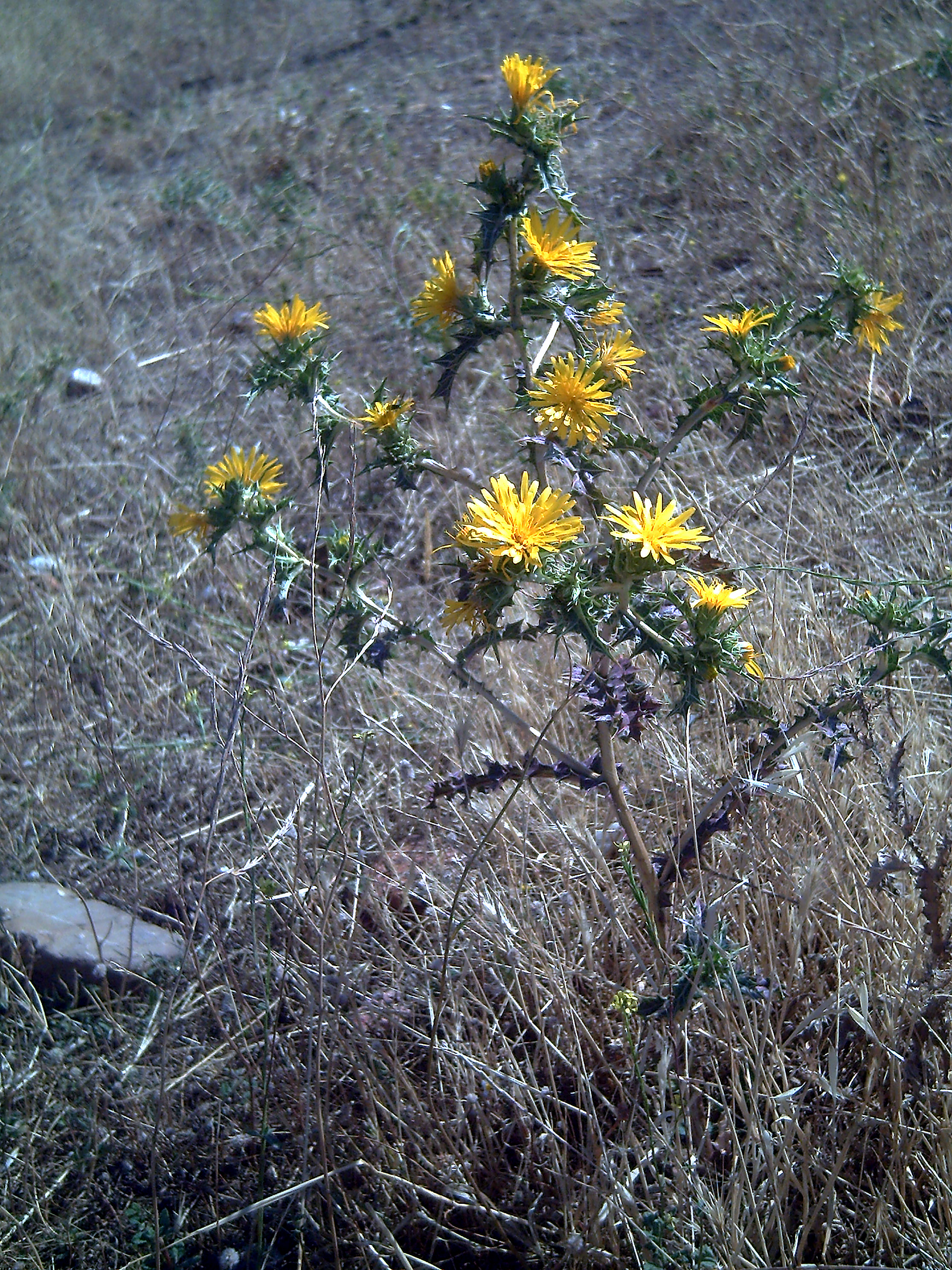
Il portamento

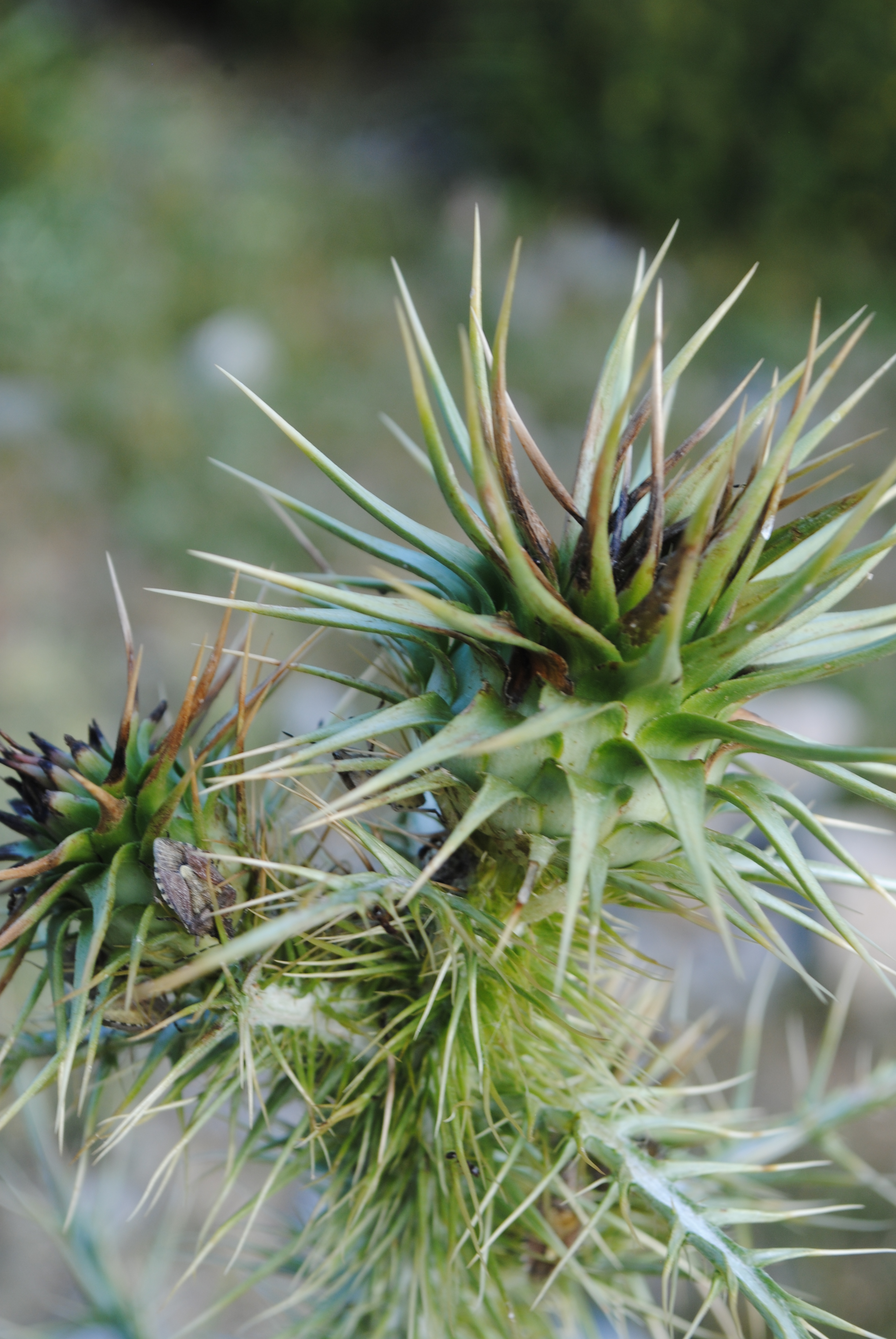
Le foglie

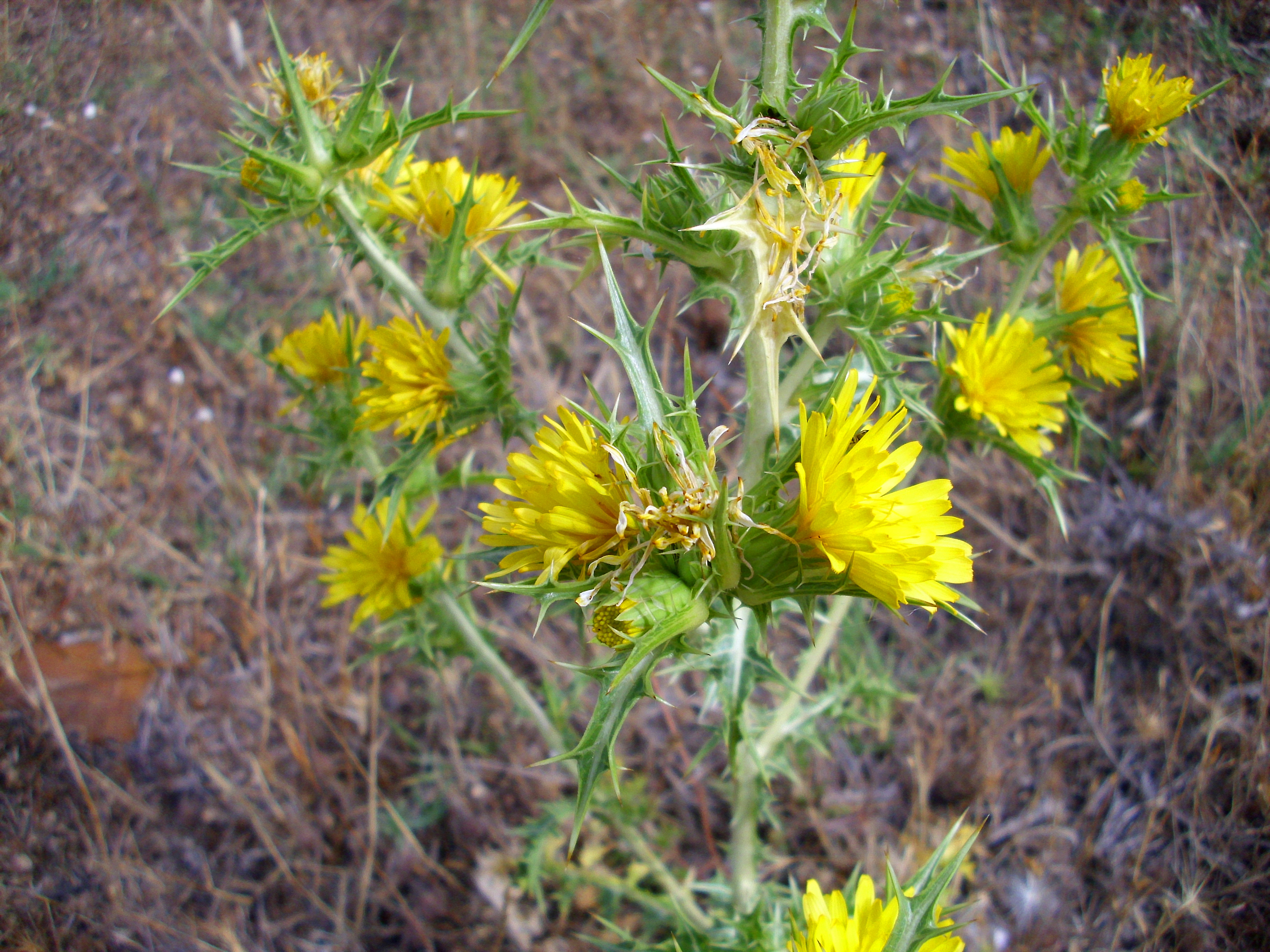
Infiorescenza

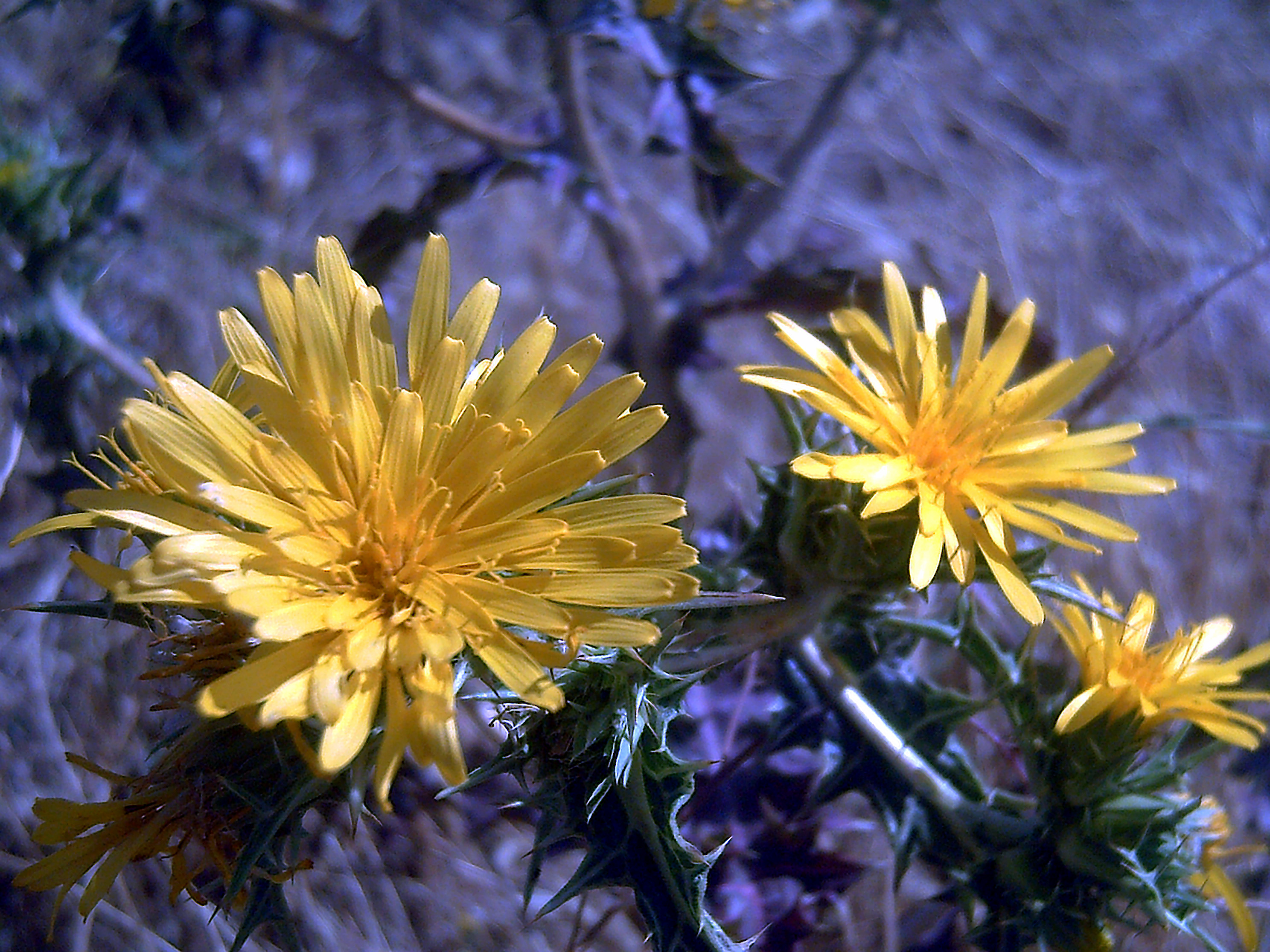
I fiori

Habitus. La forma biologica è emicriptofita bienne (H bienn), ossia in generale sono piante erbacee con gemme svernanti al livello del suolo e protette dalla lettiera o dalla neve e si distinguono dalle altre per il ciclo vitale biennale. L'habitus si presenta molto spinoso con steli alati. Il ciclo biologico di questa pianta può essere anche perenne. Negli organi interni sono presenti sia condotti resiniferi che canali laticiferi.
Fusto. I fusti sono eretti e ramosi in modo corimboso e alati. Le ali sono interrotte. Le radici in genere sono di tipo fittonante. Il fusto arriva ad una altezza di 2 - 12 dm.
Foglie.  Le foglie possono essere sia basali che cauline (amplessicauli); sono disposte lungo il fusto in modo alterno. Le lamine sono da ovate a strettamente oblunghe di tipo pennatosetto o pennatopartito con denti profondi a forma deltoide e una grande spina apicale. Il colore è verde; la consistenza è scarsamente coriacea. Dimensione delle foglie: larghezza 2,5 – 4 cm; lunghezza 12 – 20 cm.
Infiorescenza. Le infiorescenze di tipo spiciforme sono composte da capolini terminali o ascellari, sia singoli che multipli. I capolini, sessili e avvolti da tre brattee con larghe spine, sono formati da un involucro composto da brattee (o squame) all'interno delle quali un ricettacolo fa da base ai fiori ligulati (o in alcuni casi tubulosi). Gli involucri a forma cilindrica, sono formati da diverse brattee disposte su due serie. Le brattee sono glabre; i bordi sono attenuati verso l'apice ed hanno una spina apicale evidente. Il ricettacolo è provvisto di pagliette con ampie ali che racchiudono in alcuni casi gli acheni. Lunghezza dell'involucro: 10 – 20 mm (con un diametro all'antesi di 10 mm).
Fiori. I fiori sono tetra-ciclici (ossia sono presenti 4 verticilli: calice – corolla – androceo – gineceo) e pentameri (ogni verticillo ha in genere 5 elementi). I fiori sono inoltre ermafroditi e zigomorfi.
- Formula fiorale:

*/x K {\displaystyle \infty }, [C (5), A (5)], G 2 (infero), achenio
- Calice: i sepali del calice sono ridotti ad una coroncina di squame.
- Corolla: le corolle sono formate da una ligula terminante con 5 denti; il colore è giallo (da giallo brillante all'arancione); la superficie può essere sia pubescente che glabra. Dimensione della corolla: larghezza 1 mm; lunghezza 16 – 17 mm (i fiori centrali sono più corti).
- Androceo: gli stami sono 5 con filamenti liberi e distinti, mentre le antere, gialle, sono saldate in un manicotto (o tubo) circondante lo stilo.[13] Le antere sono caudate e alla base sono acute. Il polline è tricolporato.[14]
- Gineceo: lo stilo è filiforme. Gli stigmi dello stilo sono due divergenti e ricurvi con la superficie stigmatica posizionata internamente (vicino alla base).[15] L'ovario è infero uniloculare formato da 2 carpelli.
- Fioritura: da giugno a agosto.

Frutti. I frutti sono degli acheni con pappo. L'achenio, ovoide-compresso, è privo di becco. Il pappo è formato da una coroncina apicale di squame (da 2 a 4) caduche.

## Biologia
- Impollinazione: l'impollinazione avviene tramite insetti (impollinazione entomogama tramite farfalle diurne e notturne).
- Riproduzione: la fecondazione avviene fondamentalmente tramite l'impollinazione dei fiori (vedi sopra).
- Dispersione: i semi (gli acheni) cadendo a terra sono successivamente dispersi soprattutto da insetti tipo formiche (disseminazione mirmecoria). In questo tipo di piante avviene anche un altro tipo di dispersione: zoocoria. Infatti gli uncini delle brattee dell'involucro si agganciano ai peli degli animali di passaggio disperdendo così anche su lunghe distanze i semi della pianta.

## Distribuzione e habitat

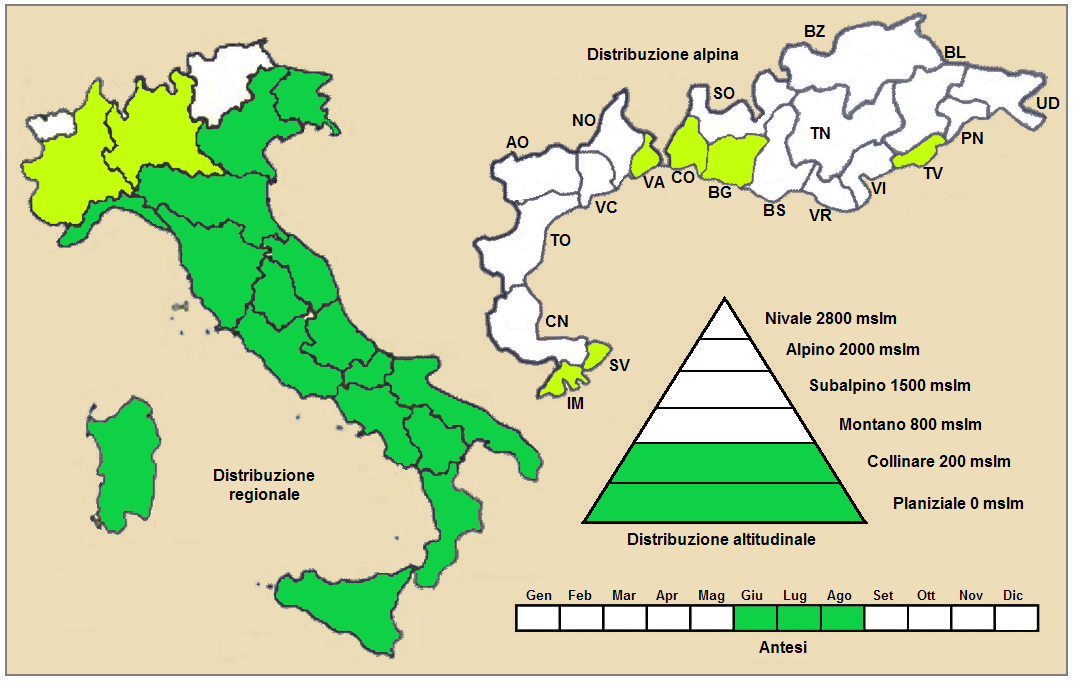
Distribuzione della pianta (Distribuzione regionale – Distribuzione alpina)

- Geoelemento: il tipo corologico (area di origine) è Euri-Mediterraneo.
- Distribuzione: in Italia è presente su tutto il territorio. Fuori dall'Italia la specie è diffusa in tutto il bacino del Mediterraneo (sia settentrionale che meridionale), nell'ovest europeo fino al nord della Francia, nell'est europeo (fino in Ucraina), in Anatolia, in Transcaucasia e Asia mediterranea.[2]
- Habitat: l'habitat preferito per queste piante sono le aree incolte e sabbiose. Il substrato preferito è calcareo ma anche siliceo con pH neutro, alti valori nutrizionali del terreno che deve essere arido.
- Distribuzione altitudinale: sui rilievi, in Italia, queste piante si possono trovare fino a 800 m s.l.m.; nelle Alpi frequentano quindi i seguenti piani vegetazionali: collinare,  (oltre a quello planiziale).

### Fitosociologia

#### Areale alpno
Dal punto di vista fitosociologico alpino la specie di questa scheda appartiene alla seguente comunità vegetale:
Formazione: comunità perenni nitrofile
Classe: Artemisietea vulgaris
Ordine: Onopordetalia acanthii

#### Areale italiano
Per l'areale completo italiano Scolymus hispanicus appartiene alla seguente comunità vegetale:
Macrotipologia: vegetazione erbacea sinantropica, ruderale e megaforbieti
Classe: Artemisietea vulgaris Lohmeyer, Preising & Tüxen ex Von Rochow, 1951
Ordine: Carthametalia lanati Brullo in Brullo & Marcenò, 1985
Alleanza: Onopordion illyrici Oberdorfer, 1954
Descrizione. L'alleanza Onopordion illyrici è relativa alle comunità nitrofile di emicriptofite spinose, di grossa taglia dei piani bioclimatici temperati mediterranei. Questa alleanza colonizza gli incolti, i margini stradali e le zone di sosta degli animali di allevamento. La distribuzione è relativa ai territori tirrenici e del Mediterraneo orientale. Si trova in Italia centrale, meridionale e nelle Isole.
Specie presenti nell'associazione: Carduncellus coeruleus, Carduus macrophalus, Carthamus lanatus, Centaurea calcitrapa, Cirsium echinatus, Daucus maximus, Echinops strigosus, Eryngium campestre, Phlomis herba-venti, Nicotiana glauca, Notobasis syriaca, Scolymus hispanicus, Tirimnus leucographus, Atractylis gummifera, Cynara cardunculus, Onopordum illyricum e Scolymus grandiflorus.
Altre alleanze per questa specie sono:
- Chenopodion muralis Br.-Bl. in Br.-Bl., Gajewski, Wraber & Walas, 1936
- Hordeion leporini Br.-Bl. in Br.-Bl., Gajewski, Wraber & Walas, 1936

## Tassonomia
La famiglia di appartenenza di questa voce (Asteraceae o Compositae, nomen conservandum) probabilmente originaria del Sud America, è la più numerosa del mondo vegetale, comprende oltre 23.000 specie distribuite su 1.535 generi, oppure 22.750 specie e 1.530 generi secondo altre fonti (una delle checklist più aggiornata elenca fino a 1.679 generi). La famiglia attualmente (2021) è divisa in 16 sottofamiglie.

### Filogenesi
Il genere di questa voce (Scolymus) appartiene alla sottotribù Scolyminae della tribù Cichorieae (unica tribù della sottofamiglia Cichorioideae). In base ai dati filogenetici la sottofamiglia Cichorioideae è il terz'ultimo gruppo che si è separato dal nucleo delle Asteraceae (gli ultimi due sono Corymbioideae e Asteroideae). La sottotribù Scolyminae è uno dei cladi iniziali che si sono separati dalla tribù.
All'interno della sottotribù il genere di questa voce, da un punto di vista filogenetico, occupa il "core" del gruppo insieme al genere Hymenonema. Nella filogenesi del genere la specie S. gradiflorus risulta più vicina alla specie S. hispanicus (insieme formano un "gruppo fratello"); mentre la specie S. maculatus è in posizione "basale".
Cladogramma indicante la posizione della specie nel genere.
|  | Scolymus maculatus                                                            |
|  |                                                                               |
|  | \| \| Scolymus hispanicus \| \| \| \| \| \| Scolymus grandiflorus \| \| \| \| |
|  |                                                                               |
|  | Scolymus hispanicus                                                           |
|  |                                                                               |
|  | Scolymus grandiflorus                                                         |
|  |                                                                               |

|  | Scolymus hispanicus   |
|  |                       |
|  | Scolymus grandiflorus |
|  |                       |

Il numero cromosomico della specie è: 2n = 20.

### Sottospecie
Per questa specie sono riconosciute valide le seguenti due sottospecie:

#### Sottospeciehispanicus
- Nome scientifico: Scolymus hispanicus subsp. hispanicus
- Descrizione: è la stirpe principale e si distingue per l'infiorescenza di tipo spiciforme o panicolata; i capolini sono raccolti in gruppi di 2 - 5; gli acheni sono lunghi da 1,7 a 5,5 mm ed hanno il pappo formato da 3 - 5 reste.
- Distribuzione: nell'Italia settentrionale è una sottospecie molto comune.
- Numeri cromosomici: 2n = 10 e 20.
- Varietà: secondo Pignatti ("Flora d'Italia") in Italia sono presenti due varietà: var. hispanicus e var. aggregatus (Ruch.) F.M. Vasquez.

#### Sottospecieoccidentalis
- Nome scientifico: Scolymus hispanicus subsp. occidentalis F.M.Vázquez - Cardogna occidentale.
- Descrizione: l'infiorescenza di tipo spiciforme è allungata; i capolini sono solitari oppure si trovano a gruppi di due; gli acheni sono lunghi da 4 a 6,5 mm con pappi (non sempre presenti) di 2 reste.
- Distribuzione: Italia centrale.

### Specie simili
Le tre specie del genere Scolymus si distinguono per i seguenti caratteri:
- Scolymus maculatus - Cardogna macchiata: il ciclo biologico è annuale; le varie parti della pianta (ali del fusti, foglie e brattee involucrali) hanno un grosso margine cartilagineo bianco; il pappo è assente; con fiori più piccoli (16–17 mm).
- Scolymus hispanicus - Cardogna comune: il ciclo biologico è bienne; le ali del fusto sono interrotte; le brattee involucrali sono glabre con bordi attenuati verso l'apice; il pappo è presente; i fiori sono un poco più piccoli (20–30 mm).
- Scolymus grandiflorus - Cardogna maggiore: il ciclo biologico è perenne; le ali del fusto sono continue; le brattee involucrali sono pubescenti con bordi bruscamente interrotti verso l'apice che è spinato; il pappo è presente.

## Utilizzi
La pianta viene utilizzata nella cucina tipica dell'Andalusia (Tagarninas esparragás) e di alcune zone italiane; sono utilizzate le radici e le coste delle foglie private delle spine, i fiori sono utilizzati come colorante.